# Wagner (Bahia)
Pour les articles homonymes, voir Wagner.
Wagner est une municipalité brésilienne de l'État de Bahia et la microrégion de Seabra.